# Quilmes Atlético Club
Quilmes Atlético Club (pronunție în spaniolă [ˈkilmes aˈtletiko ˈkluβ]) este un club de sportiv din Quilmes, Buenos Aires. Quilmes este unul din cele mai vechi cluburi active din Argentina, fiind fondat în 1887. Echipa evoluează în prezent în Primera División Argentina, eșalonul superior al fotbalului argentinian. 

## Internaționali importanți
Juan Botasso

## Antrenori
- Humberto Zuccarelli (19??)
- Gustavo Alfaro (1 July 1996–30 June 97)
- Alberto Fanesi (1 July 1997–30 June 99)
- Héctor Rivoira (1 July 2000–30 June 01)
- Gustavo Alfaro (1 July 2003–30 June 04)
- Humberto Zuccarelli (interim) (200?)
- Alberto Pascutti (13 May 2008–12 April 09)
- José María Bianco (24 April 2009–??)
- Jorge Luis Ghiso (1 Jan 2010–30 June 10)
- Hugo Tocalli (10 June 2010–17 Oct 10)
- Leonardo Madelón (17 Oct 2010–6 March 11)
- Ricardo Caruso Lombardi (8 March 2011–4 April 12)
- Omar de Felippe (4 April 2012–30 June 13)
- Nelson Vivas (1 July 2013–21 October 13)
- Blas Giunta (22 October 2013–16 February 14)
- Ricardo Caruso Lombardi (18 February 2014–prezent)

## Palmares
- Primera División (2): 1912, 1978 Metropolitano
- Copa de Honor Municipalidad de Buenos Aires (1): 1908
- Primera B Nacional (2): 1986–87, 1990–91
- Primera B Metropolitana (3): 1949, 1961, 1975